# Diaphania translucidalis
Diaphania translucidalis is een vlinder uit de familie van de grasmotten (Crambidae), uit de onderfamilie van de Spilomelinae. De wetenschappelijke naam van deze soort is voor het eerst voorgesteld als Phakellura translucidalis door Achille Guenée in een publicatie uit 1854.
De voorvleugellengte bij de mannetjes varieert van 14 tot 16 millimeter en bij de vrouwtjes van 14,5 tot 17 millimeter.

## Verspreiding
De soort komt voor in India en Bangladesh.